# Archive Team
Archive Teamとは、2009年にジェーソン・スコットらによって設立された、デジタル保存とウェブアーカイブの専門団体である。
消滅の危機にあるWebサイト上のコンテンツの複製・保存を主な活動内容としている。Archive Teamが部分的に保存したサービスとして、ジオシティーズ、Yahoo! Video、Google ビデオ、Splinder、Friendster、FortuneCity、TwitPic、SoundCloud、Aaron Swartz Memorial JSTOR Liberatorなどがある。また、短縮URLサービス、各種ウィキサービスのアーカイブ化も定期的に行っている。
ジェーソン・スコットは「Archive Teamの活動は、コンテンツの生殺与奪を企業の手に委ねているということに対する怒りと無力感から出発した」「我々のやっていることは、価値あるものや意義あるものを掘り当てることではない。我々は"怒り"・"パラノイア"・"クレプトマニア"」の3つを美徳として活動している」と述べている。

## Warrior/Tracker システム
Archive Teamの保存活動は、専用に開発された仮想マシン環境「Warrior」を利用して行われている。ユーザーが個人のコンピュータでWarriorを実行すると、自動的にウェブサイトがアーカイブデータとして保存され、The Internet Archive上のArchive Teamのリポジトリにアップロードされる。
Warriorは、「Tracker」と呼ばれる専用ソフトウェアと組み合わせて動作する。Trackerは進捗とプロジェクトを追跡し、ユーザー/プロジェクトごとのランキングを作成する。また、Trackerはプロジェクトの作業をWarriorやユーザーに分担する役割も持つ。

## プロジェクト
2025年8月時点までにArchive Teamが手掛けた中では、Telegramに対して行った約4.66 PiB分のアーカイブが最も大きなプロジェクトである。